# Chris White (saksofonista)
Chris White (ur. 13 lipca 1955) – angielski saksofonista i flecista, współpracował między innymi z takimi artystami i zespołami jak Dire Straits, Mark Knopfler, Robbie Williams, Paul McCartney, Chris De Burgh, Mick Jagger, Tom Jones, Colosseum, David Knopfler.